# 哈莫尼 (加利福尼亞州)
哈莫尼（英語：Harmony）是位於美國加利福尼亞州聖路易斯-奧比斯保縣的一個非建制地區。該地的面積和人口皆未知。

## 地理
哈莫尼的座標為35°30′31″N 121°01′22″W / 35.50861°N 121.02278°W，而該地的平均海拔高度為56米（即175英尺）。